# Нименьга (деревня)

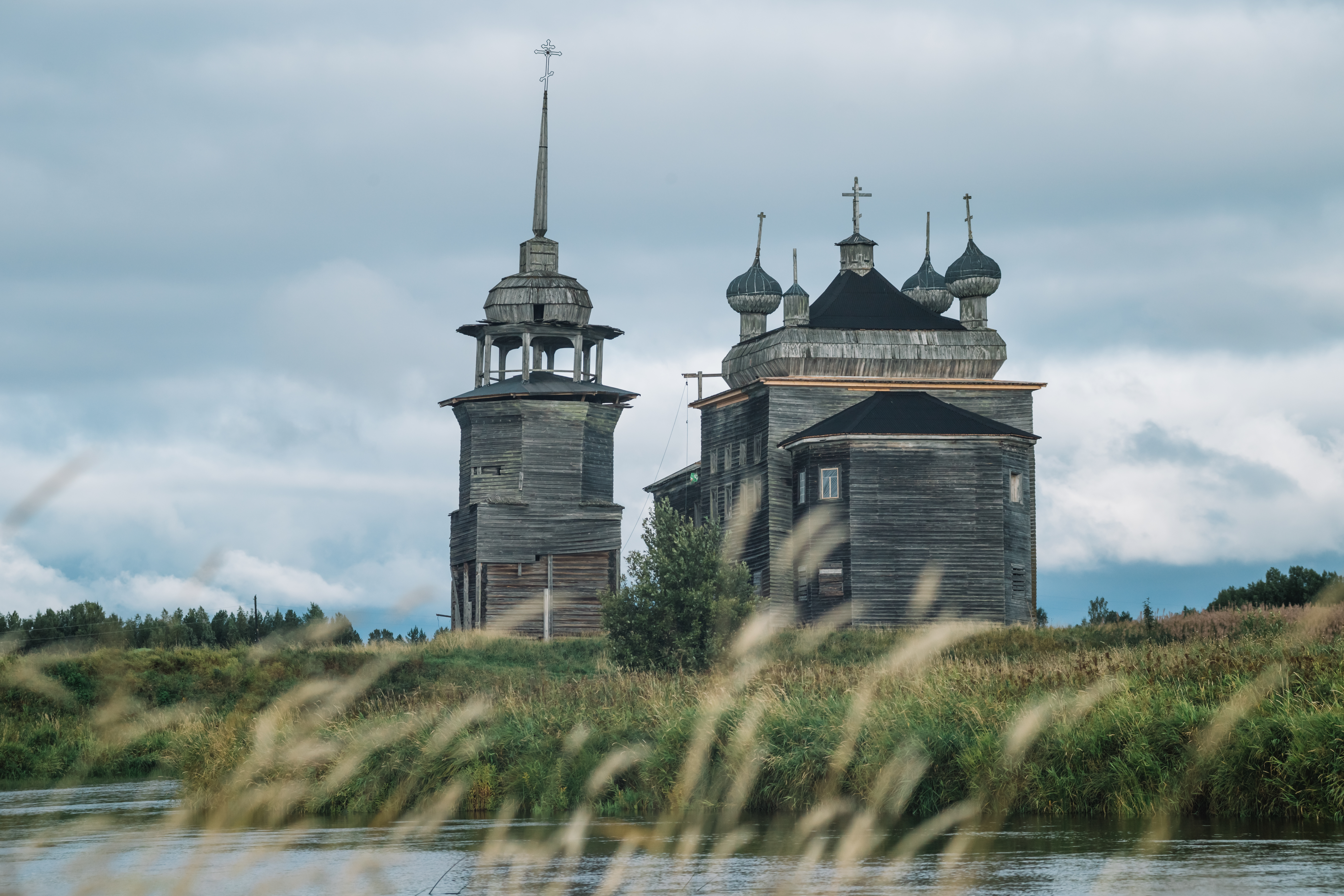
Нименьга: церковь Преображения и колокольня

Ни́меньга — деревня в Онежском районе Архангельской области России. Входит в состав Нименьгского сельского поселения.

## География
Деревня находится в северо-западной части Архангельской области, в подзоне северной тайги, на обоих берегах реки Нименьга, текущей на север, на расстоянии примерно 30 километров (по прямой) к юго-западу от города Онеги, административного центра района, в 8 км к северу от ближайшей железнодорожной станции Нименьга и в 10 км к северу от административного центра Нименьгского сельского поселения, посёлка Нименьга. Нименьгский погост (куст деревень) состоит из нескольких деревень: Верховье, Выползово, Верещагино, Бакино, Судаково, Низ (перечислены по течению реки, с юга на север). Из них Верховье и Бакино находятся на правом берегу реки, остальные на левом. В нижней части деревни на правом берегу в центре излучины реки находится деревянная Преображенская церковь (1878) с колокольней (1764), оставшейся от тройника XVIII века, погибшего в пожаре 25 октября 1875 года; это один из самых больших деревянных храмов во всём Поморье. Церковь является объектом культурного наследия регионального значения согласно постановлению администрации Архангельской области от 13 августа 1998 г. С 2017 года проектом «Общее Дело. Возрождение деревянных храмов Севера» начаты полномасштабные консервационные и противоаварийные работы, в том числе выравнивание колокольни и замена кровли на храме. 

### Климат
Климат характеризуется как умеренно континентальный, влажный, с продолжительной холодной зимой и коротким прохладным летом. Среднегодовая температура воздуха +0,8 °C. Средняя температура воздуха самого холодного месяца (января) −12 °C (абсолютный минимум −45 °C), средняя температура самого тёплого (июля) +15,9 °С (абсолютный максимум +34 °C). Продолжительность безморозного периода составляет 106 дней. Годовое количество атмосферных осадков — 529 мм, из которых 369 мм выпадает в тёплый период. Устойчивый снежный покров устанавливается в первой декаде ноября и держится до конца апреля — начала мая.

### Часовой пояс
Деревня Нименьга, как и вся Архангельская область, находится в часовой зоне МСК (московское время). Смещение применяемого времени относительно UTC составляет +3:00.

## Население
| 2002 | 2010 | 2012 |
| ---- | ---- | ---- |
| 24   | ↘15  | ↗17  |

### Национальный состав
Согласно результатам переписи 2002 года, русские составляли 87 % населения.

## Инфраструктура
Отсутствует.